# Leinster House

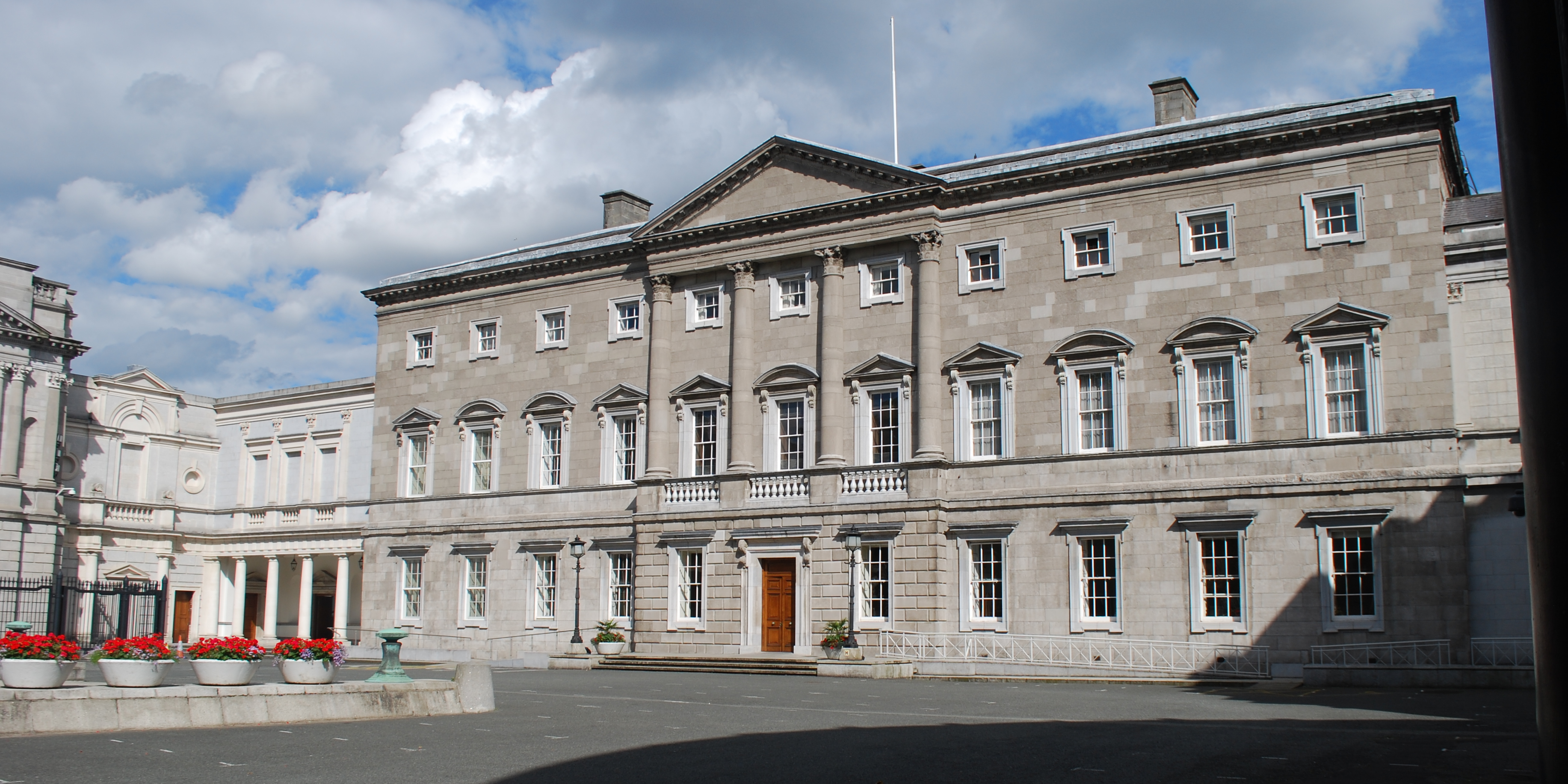
Leinster House

Leinster House in de Ierse hoofdstad Dublin is het parlementsgebouw van Ierland. De bouw ervan vond plaats van 1745 tot 1748. Het gebouw wordt sinds 1922 gebruikt als zetel van de Oireachtas, de wetgevende organen van Ierland. Voor 1922 was het de residentie van de Hertog van Leinster.
In 1919 won Sinn Fein bijna alle Ierse zetels voor het Britse Lagerhuis. Maar in plaats van naar Londen te gaan, riepen de afgevaardigden zich uit tot Ierse Dail. Dit (illegale) parlement nam zijn intrek in Mansion House. Vlak daarna verplaatste het zich naar de National Concert Hall om drie jaar later, inmiddels gelegaliseerd, zijn intrek te nemen in Leinster House.
Leinster House is als voorbeeld gebruikt voor het door de Ierse architect James Hoban ontworpen Witte Huis.